# 諾基亞Asha 310
諾基亞Asha 310是諾基亞生產的平板式功能手機，2013年2月13日發布。

## 規格
| 類型     | 功能手機                                                                |
| 手機規格 | 平板式                                                                  |
| 尺寸     | 高度：109.9（4.33英寸）；寬度：54.0（2.13英寸）；厚度：13.0（0.51英寸） |
| 重量     | 103.7克（3.66盎司）                                                     |
| 操作系统 | Series 40（Nokia OS）                                                   |
| 電池     | 1110 mAh                                                                |
| 顯示器   | 3.0英寸（76）                                                           |

## 外部連結
Template:Nokia asha series